# Ålborgs flygplats
Ålborgs flygplats (Aalborg Airport, Aalborg Lufthavn) är Danmarks tredje största flygplats med cirka 1,4 miljoner passagerare per år. Flygplatsen ligger väster om Lindholm, 6 km nordväst om Ålborg.
Ålborgs flygplats ägs för närvarande av Ålborgs, Jammerbugts, Rebilds, Brønderslevs, Frederikshavns och Vesthimmerlands kommuner. De dåvarande 13 kommunerna i Nordjylland tog över flygplatsen från staten 1997. Den nuvarande terminalbyggnaden från 2001, ritad av Schmidt, Hammer & Lassen, har sex portar, restauranger, konferenslokaler etc. Den utökades under 2007 och 2010 och utvidgades igen 2011/2012.
Flygplatsen delar banor med den militära flygbasen Flyvestation Aalborg.
| Flygbolag             | Destinationer                                                       | Noteringar  |
| --------------------- | ------------------------------------------------------------------- | ----------- |
| Air Norway            | Oslo-Gardermoen, Örland                                             | Året runt   |
| Atlantic Airways      | Färöarna (Torshavn)                                                 | Sommarlinje |
| KLM                   | Amsterdam-Schiphol                                                  | Året Runt   |
| SAS                   | Köpenhamn                                                           | Året Runt   |
| Vueling Airlines      | Barcelona-El Prat                                                   |             |
| Norwegian Air Shuttle | Berlin-Schönefeld, Köpenhamn, Málaga, London-Gatwick , Gran Canaria |             |

13 december 2020 öppnade Lufthavnsbanen, en järnvägslinje från Lindholm Station på Vendsysselbanen  med slutstation på flygplatsen, men i december 2024 aviserade bolaget att trafiken kommer att läggas ned i december 2025 ned på grund av för få passagerare. Snabbtåg från DSB trafikerar fortfarande flygplatsen.